# Castillo Chavat y parque
El castillo Chavat (en francés: Château Chavat)  es un château francés del siglo XX situado en la comuna de Podensac, departamento de Gironda, en la región de Nueva Aquitania. El castillo, su parque y la torre de agua, construidos en 1917, fueron obras de juventud  de Le Corbusier. El castillo fue objeto de una clasificación en el título de los monumentos históricos el 3 de julio de 2006.
El parque de Chavat  (en francés: Parc Chavat) es un parque-jardín botánico de 5,50 hectáreas diseñado alrededor del castillo. Está abierto al público todos los días del año.  El parque recibió en 2011 la etiqueta de jardín notable.

## Historia
El castillo, su parque y la torre de agua, obra de Le Corbusier, fueron construidos en 1917; el parque ajardinado, notable por su gran variedad de plantas, ofrece un recorrido de agua de estilo japonés e invernaderos, y está acondicionado con una estatuaria compuesta de copias de obras antiguas y [Renacimiento|renacentistas]] en mármol o bronce. La propiedad, comprada por la ciudad, se dividió y fue parcialmente loteada durante la segunda mitad del siglo XX y la torre de agua, abandonada, se encuentra ahora fuera de la finca, al otro lado de la calle Pierre Vincent. 

## Jardines
El diseño del jardín se extiende lateralmente en una parcela rectangular de aproximadamente 5,5 hectáreas, rodeado de muros. 
El conjunto es un estilo compuesto. La porción regular se divide en tres secciones que se suceden longitudinalmente entre la terraza sobre el río Garona y la alameda principal a la derecha. 
En la esquina este, el campo de tenis precede a los lechos florales de la antigua rosaleda. Hacia el oeste, la alfombra verde en frente del castillo y las dos habitaciones triangulares que lo rodean son parte de un semicírculo.
La parte paisajista ocupa las dos terceras partes del espacio restante. Se compone de dos círculos yuxtapuestos, uno al este circular, el otra al oeste oval. Estos están articulados por senderos y cruces complementados por espacios intermedios, todos están unidos por una alameda pericentral que va de sur a norte.
La entrada a la casa está en la esquina sur, la masa casi cuadrada del castillo se trasladó al norte, bordeando las dos partes del parque en las que se ven fachadas.
También hay un jardín de flores, y un parque de estilo Inglés, con árboles dignos de mención tal como Abies nordmanniana, Acer negundo, Acer pseudoplatanus, Acer pseudoplatanus var. 'Atropurpureum', Acer platanoides, Aesculus hippocastanum, Aesculus × carnea, Albizia julibrissin, Arbutus unedo, Castanea sativa, Cedrus deodara, cedros varios,Celtis australis, Cercis siliquastrum, Chamaecyparis, Larix kaempferi, Liquidambar styraciflua, Maclura pomifera, Diospyros lotus, Gleditsia triacanthos, Catalpa bignonioides, Juglans nigra, Ligustrum japonicum, Magnolia grandiflora, Pinus nigra var. corsicana, Pinus brutia, Pinus strobus, Pseudotsuga menziesii, Prunus cerasifera var. 'Pissardii', Pterocarya fraxinifolia, Quercus pyrenaica var. 'Wildenow', Sequoia sempervirens, Styphnolobium japonicum, Tilia cordata, Tilia tomentosa, encinas, secuoyas,   Robinia pseudoacacia, robles, tilos, carpes , hayas cobre.